# Calibre (film)
Calibre is een Britse thriller uit 2018, geregisseerd en geschreven door Matt Palmer. De film ging in première op 22 juni 2018 op het Internationaal filmfestival van Edinburgh en werd op 29 juni 2018 uitgebracht op Netflix.

## Verhaal
De aanstaande vader Vaughn en zijn beste vriend Marcus gaan op weekendjacht in een afgelegen dorp in de Schotse hooglanden. In een dorpscafé hadden de twee een praatje met enkele dorpelingen en leerden Logan, een gemeenschapsleider, en Iona en Kara, twee jonge vrouwen, kennen. Marcus brengt de nacht door met Kara en Vaughn en Iona staan op het punt te zoenen. Wanneer Vaughn haar echter uitlegt dat hij een zwangere verloofde heeft, keren ze terug naar de kroeg om nog een glas te drinken. De volgende ochtend probeert Vaughn een hert te schieten. Een dodelijk ongeval vindt plaats in het mistige bos. In plaats van het dier te raken, doodt Vaughn een kind met zijn kogel die er direct achter zat. De vader van het kind, die Vaughn met het pistool bedreigt, wordt neergeschoten door Marcus. Marcus en Vaughn besluiten het tragische incident te verdoezelen door de lichamen de volgende nacht te begraven en de volgende ochtend te vertrekken.
De volgende ochtend, na het begraven van de lichamen, verrast Brian, Logans broer, Marcus. De laatste vernietigde twee van zijn autobanden en viel hem vervolgens aan omdat hij met Kara had geslapen en haar cocaïne had gegeven. De auto wordt naar de werkplaats gebracht en moet de volgende dag worden gerepareerd. Brian duikt weer op in de dorpscafé en brengt Vaughn en Marcus een agressieve en onvriendelijke verontschuldiging toe. Als Marcus Brian de hand probeert te schudden, doet hij hem pijn. Terwijl Marcus aan het bijkomen is in de badkamer, ontdekt Vaughn dat Logan op zoek is gegaan naar zijn neef en zwager omdat ze niet zijn teruggekeerd van de camping. Vaughn realiseert zich dat de dodelijke slachtoffers familie van Logan zijn. Als Marcus terugkomt, vraagt hij per ongeluk wanneer "ze" terug willen komen van de camping, hoewel hem alleen persoonlijk werd verteld over Logans neef. Op deze manier maakt Marcus zichzelf wantrouwend tegenover de dorpelingen.
De volgende nacht organiseert Logan een zoekgroep om te zoeken naar de vermisten. Als de dorpelingen het graf vinden, proberen Marcus en Vaughn te ontsnappen. Vaughn wordt gepakt en naar een schuur gebracht. Gebonden aan een stoel wordt hem gevraagd het hele verhaal te vertellen. Terwijl Brian van plan is Vaughn te vermoorden, stelt Logan voor de politie te bellen. Nadat Marcus is gevonden, nemen de dorpelingen een beslissing. Vaughn wordt beloofd in leven te blijven als hij Marcus neerschiet. Anders zou Brian ze allebei doden. Vaughn gedraagt zich aanvankelijk met tegenzin, maar Logan maakt hem duidelijk dat hij zijn vrouw en ongeboren kind met rust zou moeten laten als hij Marcus niet neerschoot. Ondanks de scrupules, schiet Vaughn eindelijk zijn vriend neer.
Logan vraagt Vaughn vervolgens om de politie niet over de echte gebeurtenissen te vertellen en in plaats daarvan te beweren dat Marcus alleen met zijn auto naar het noorden reed.
De gebroken Vaughn wordt uiteindelijk door zijn vrouw opgehaald en naar huis gereden. Op een avond gaat hij naar de kinderkamer om zijn huilende baby te kalmeren. Terwijl hij het in zijn armen weegt, staart hij voor zich uit met een rusteloze uitdrukking. De scène eindigt.

## Rolverdeling
| Acteur         | Personage    |
| -------------- | ------------ |
| Jack Lowden    | Vaughn       |
| Martin McCann  | Marcus       |
| Tony Curran    | Logan McClay |
| Ian Pirie      | Brian McClay |
| Kate Bracken   | Iona         |
| Kitty Lovett   | Kara         |
| Cal MacAninch  | Al McClay    |
| Cameron Jack   | Frank McClay |
| Donald McLeary | Grant McClay |

## Productie

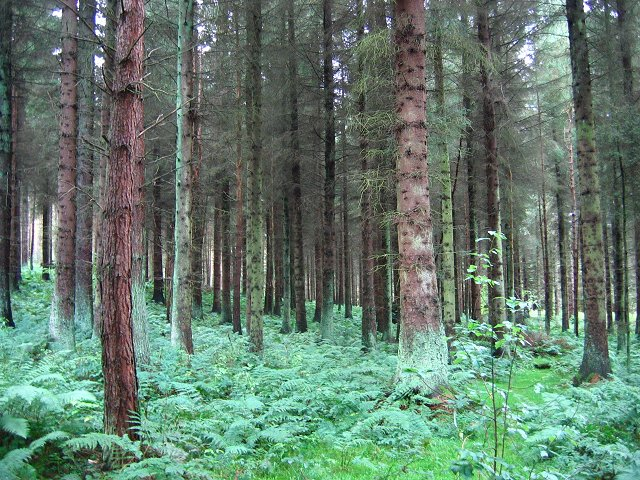
Beecraigs Country Park in West Lothian

De opnames begonnen in november 2016 en vonden plaats in Edinburgh en Beecraigs Country Park, West Lothian. In mei 2018 werden de distributierechten van Calibre verworven door Netflix, nog voordat de film in première ging op het Internationaal filmfestival van Edinburgh.

## Ontvangst
Calibre ontving positieve kritieken op Rotten Tomatoes waar het 95% goede reviews ontving, gebaseerd op 19 beoordelingen. Op Metacritic werd de film beoordeeld met een metascore van 76/100, gebaseerd op 7 critici.

## Prijzen en nominaties
| Jaar | Prijs                                     | Categorie                                   | Genomineerde(n) | Uitslag     |
| ---- | ----------------------------------------- | ------------------------------------------- | --------------- | ----------- |
| 2018 | BAFTA Scotland                            | Beste regie (fictie)                        | Matt Palmer     | Genomineerd |
| 2018 | BAFTA Scotland                            | Beste acteur in film                        | Tony Curran     | Genomineerd |
| 2018 | BAFTA Scotland                            | Beste acteur in film                        | Jack Lowden     | Gewonnen    |
| 2018 | BAFTA Scotland                            | Beste acteur in film                        | Martin McCann   | Genomineerd |
| 2018 | BAFTA Scotland                            | Beste scenario film/televisie               | Matt Palmer     | Genomineerd |
| 2018 | British Independent Film Award            | Beste scenario                              | Matt Palmer     | Genomineerd |
| 2018 | British Independent Film Award            | Beste prestatie op het gebied van productie | Anna Griffin    | Genomineerd |
| 2018 | British Independent Film Award            | Douglas Hickox Award                        | Matt Palmer     | Genomineerd |
| 2018 | Internationaal filmfestival van Edinburgh | Beste Britse film                           | Matt Palmer     | Gewonnen    |